# ティアナ (古代都市)
ティアナ（テュアナ、ティヤナ、古代ギリシア語: Τύανα; ヒッタイト語:Tuwanuwa）は、かつてアナトリアのカッパドキア地域に存在した古代都市である。現代のトルコ中南部、中央アナトリア地方ニーデ県ケメルヒサルに相当する。紀元前1千年紀頃にはルウィ語圏の新ヒッタイト王国の都市であった。

## 歴史
ティアナは、ヒッタイト人による文献ではトゥワヌワ (Tuwanuwa) として言及された都市である。紀元前2千年紀中ごろのヒッタイト新王国の時代には、トゥワヌワはフピスナ (Hupisna)、ランダ (Landa)、サハサラ (Sahasara) 、フワッサナ (Huwassana)、クニヤワンニ (Kuniyawannni) と並んで、主要な定住地の一つであった。このアナトリア中南部はヒッタイトの文献では「下の地」として言及され、主にはルウィ語を話す人々が住んでいた。
ヒッタイト帝国の崩壊に伴い、トゥワヌワ／ティヤナはシロ・ヒッタイト国家群の独立都市となった。成立当初は北方に位置するタバルの支配下にあったのか定かではないが、紀元前8世紀にはワルパラワス王（アッシリア語:Urballa）の支配下で独立していた王国であったことがはっきりしており、この王の像が イヴリズの岩の彫刻など、この地域で発見されたルウィ象形文字の碑文から見つかっている。ワルパラワス王は、アッシリア文字でも Urballa としてアッシリア王ティグラト・ピレセル3世への貢ぎ物リストの筆頭に登場し、のちにはサルゴン2世への手紙などで言及されている。ワルパラワスののちは息子のムワハラニ (Muwaharani) に継承された。ムワハラニの名はニーデで発見されたモニュメントに残されている。

### ギリシャ・ローマ時代
ギリシャ神話では、この都市はトラキア王トアースが設立したとされ、はじめトアナとよばれ、カッパドキアのキリキアの門の近くトロス山脈のふもとに位置したとされる。
クセノポンは『アナバシス』にて、ダナの名の下、大きく豊かな都市であると言及した。この周辺に広がる野は、のちにはティア二ティスとして知られるようになった。
紀元前1世紀頃の哲学者である（聖人、神の一柱あるいは魔術師とも）ティアナのアポロニウスの出生地としてもしられる。オウィディウスは『変身物語』にてこの周辺をバウキスとピレーモーンの物語の舞台とした。
ストラボンの記述によれば、この都市は「タウルスのエウセベイア」としても知られていた。ローマ皇帝カラカラの治下、都市はアントニアナ・コロニア・ティアナ (Antoniana colonia Tyana)となった。都市はパルミラ帝国のゼノビアに味方したのち、 272年にアウレリアヌスによって占領された。この時、アウレリアヌスは配下の兵士たちに略奪を許さなかった。伝えられるところによれば、このときティアナのアポロニウスがアウレリアヌスの元にあらわれ、安全を懇願したためと言われる。

### 古代ローマ帝国末期から東ローマ帝国時代
372年、ローマ皇帝ウァレンスはカッパドキアを2つの属州へと分割した。これによりティアナはカッパドキア・セクンダ属州の州都となった。また、古代末期には「キリストの都」(Christoupolis, ギリシア語: Χριστούπολις)として知られることとなった。
イスラム教の拡大により、タウルス山脈に沿って東ローマ帝国とイスラム帝国間の国境が確立された後には、キリキアとシリアを結ぶ「キリキアの門」が南方30Kmに広がることから、ティアナは戦略的に重要な軍事拠点となった 。このためにティアナは何度もイスラム教徒の襲撃を受ける結果となった。これらの襲撃によりティアナが受けた最初の略奪は、708年のウマイヤ朝による長く続けられた包囲戦 (ティアナ包囲戦) で、再建されるまで都市は荒廃状態のままおかれた。そののちの806年にはアッバース朝のカリフであるハールーン・アッ＝ラシードにより占領された（アッバース朝の小アジア侵攻 (806年)）。ハールーンは都市を軍事要塞へと改築し、この地にモスクを建てるまでしたが、東ローマ帝国皇帝ニケフォロス1世が貢納を支払い和約を結んだことで撤退した。
831年にはアッバース・イブン・マアムーンにより再び荒れ果て、アッバース朝の支配下に置かれた。アッバースは、マアムーンが計画していた東ローマ征服のために軍事植民地としての再建に3年をかけたが、833年8月にマアムーンが急死すると、後継のムウタスィムが作戦を破棄したために、再建は半ばで放棄され、またもや荒廃した。
933年以降、アラブの脅威が減じるとともに、この都市もまた衰退していった。ティアナの遺跡はニーデより約5キロメートル南、現代のケメルヒサルにあり、ローマ水道橋や地下墓地、洞窟墓地などが残されている。

## キリスト教会の歴史
前節のとおり、372年にローマ皇帝ウァレンスがカッパドキア・セクンダ属州を創設したことにより、ティアナは大都市となった。これをめぐり、ティアナ司教アンティムスとカイサリアのバシレイオスの間で激しい論争が繰り広げられ、サフラガン司教の支持を奪い合った。640年のティアナには3人の司教がおり、10世紀ごろまで同じ状況が続いた。
17世紀から18世紀にかけてのフランスの歴史家で神学者のル・キエンは28人のティアナ司教について言及している。
1359年5月ごろはティアナはまだ首都大司教（府主教）をもつ都市であったが、1360年からはカイサリア司教が管掌することとなり、司教座がおかれた。